# Amy Turner (rugby à XV, mars 1984)
Pour les articles homonymes, voir Amy Turner et Turner.
Pas d'image ? Cliquez ici

a Compétitions nationales et continentales officielles uniquement.

b Matchs officiels uniquement.
Amy Turner, née le 25 mars 1984 à Tokoroa (Nouvelle-Zélande), est une joueuse internationale australienne de rugby à sept. Elle joue également au rugby à XIII et au rugby à XV.
Elle a remporté avec l'équipe d'Australie le tournoi féminin des Jeux olympiques d'été de 2016 à Rio de Janeiro.

## Biographie
Amy Turner est née en Nouvelle-Zélande, où elle joue au rugby à XIII puis à XV, puis émigre en Australie à l'âge de vingt ans.
Elle fait partie de l'équipe d'équipe d'Australie de rugby à sept retenue pour disputer le tournoi féminin des Jeux olympiques d'été de 2016 à Rio de Janeiro. Elle remporte la médaille d'or avec son équipe.